# Erica amoena
Erica amoena là một loài thực vật có hoa trong họ Thạch nam. Loài này được J.C.Wendl. mô tả khoa học đầu tiên năm 1798.